# Coroa de Ferro
A Coroa de Ferro foi o símbolo de poder real na Europa e, sobretudo, na Itália, onde está guardada, compondo o acervo da Catedral de Monza. Ornou diversos reis e imperadores, de Berengário I a Napoleão Bonaparte. Sua origem remonta a antes do século VI.

## Dimensões e composição

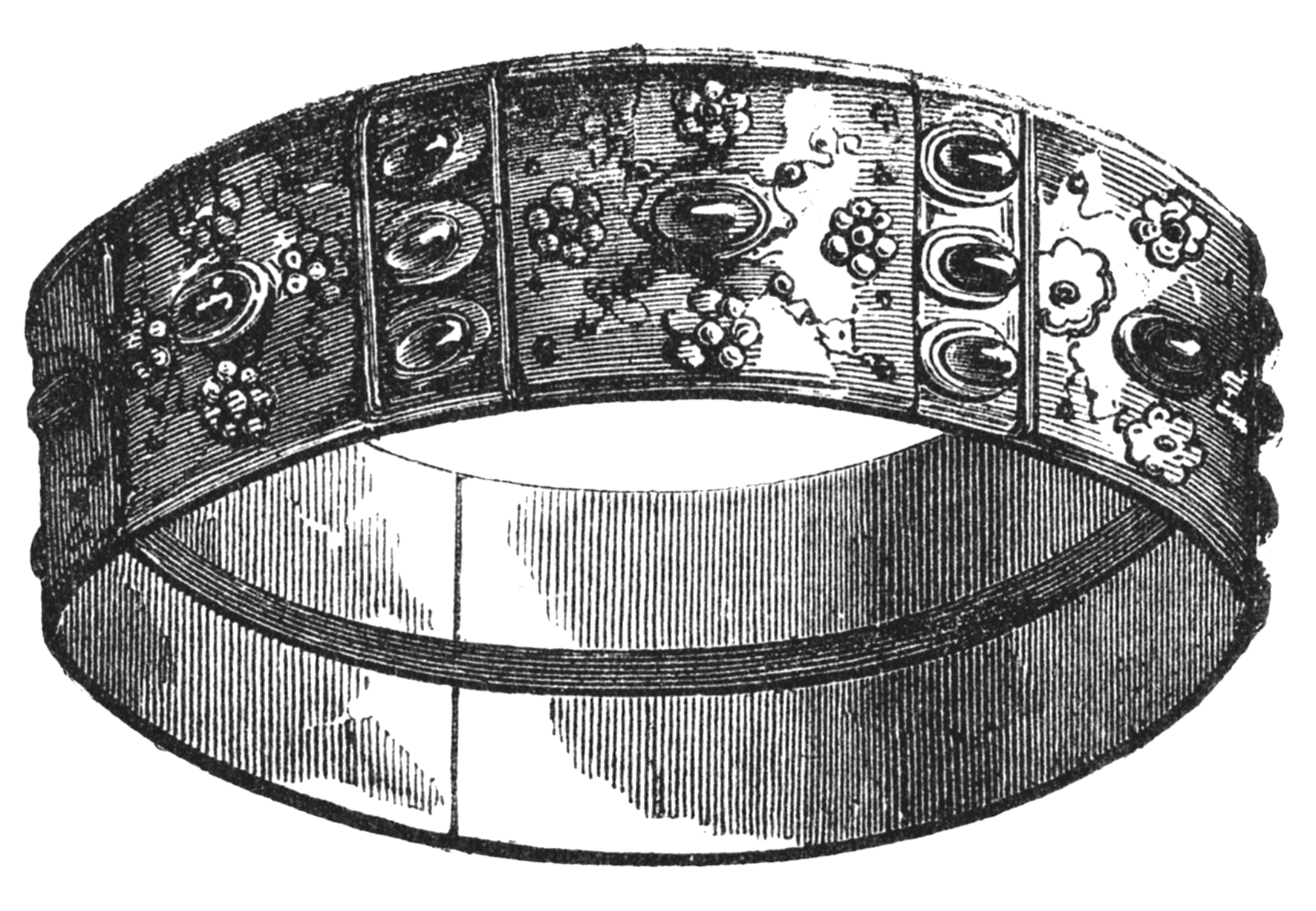
Ilustração que mostra o aro interno da coroa

A Coroa de Ferro consiste na verdade de placas de ouro, cobertos por esmalte, interligadas por dobradiças delicadas. Possui circunferência externa de 52 cm., altura de 5,5 cm., e peso de 563 g.
Em ferro mesmo apenas um aro interno, que sustenta as placas.

## Origem desconhecida
A origem da coroa é incerta. Estudiosos já tentaram determinar, pela análise de suas características, semelhanças com o estilo laboral dos ourives bizantinos; o esmalte que recobre as placas de ouro, porém, reporta a outra origem. Não seria lombarda nem persa.

## Mito religioso e registros factuais

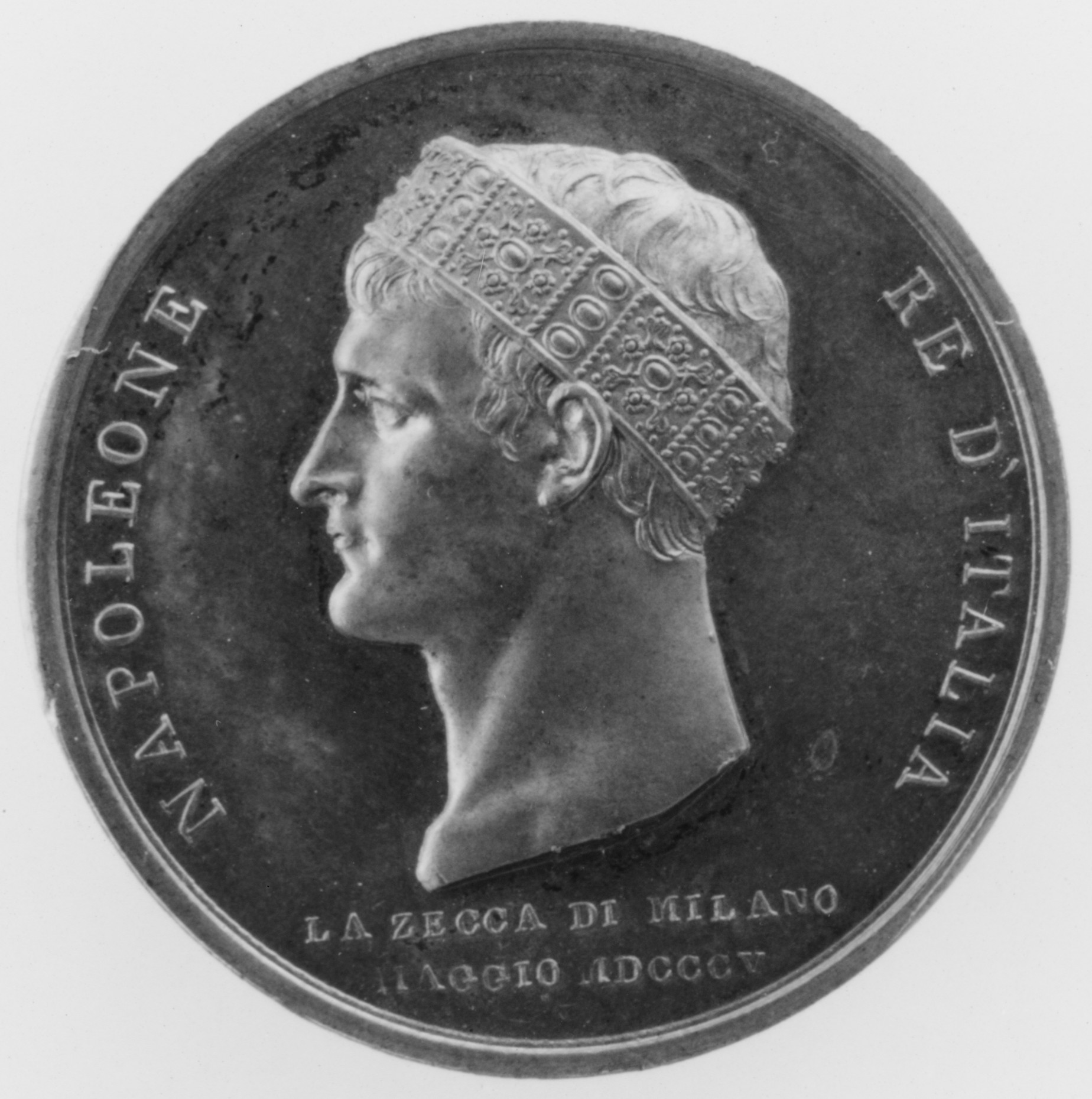
Moeda italiana representando Napoleão utilizando a Coroa de Ferro

A origem mítica da coroa reporta ao elo férreo interno: segundo a lenda, este teria sido confeccionado com um dos cravos que pregaram Jesus na cruz, encontrado em Jerusalém por Santa Helena, no ano de 321.
Após a morte de Constantino, a coroa teria ficado sob a guarda da Igreja de Santa Sofia, onde teria sido acrescida dos ornamentos áureos. No século VI, a coroa passou à guarda do embaixador da Igreja Católica por Tibério II; este embaixador veio a tornar-se o Papa Gregório I, e doou a peça para a Rainha Teodolinda, da Lombardia.
Durante cerca de dois séculos não se tem notícias da coroa; ela ressurge, porém, na coroação do primeiro grande imperador que a Europa conheceu, após a queda de Roma, Carlos Magno.

### Cabeças coroadas
Foi no ano de 800 que a Coroa de Ferro ganhou seu primeiro registo histórico: com ela foi coroado o imperador Carlos Magno. Com ela, a Itália sagrava seu imperador aos reis do Sacro Império Romano-Germânico.
Dentre aqueles que receberam a coroa:
- Berengário I, em 888
- Otão I do Sacro Império Romano-Germânico, em 967
- Henrique II do Sacro Império Romano-Germânico, em 1004
- Frederico I do Sacro Império Romano-Germânico, em 1158
- Carlos I de Espanha, em 1530
- Napoleão Bonaparte
- Fernando I da Áustria

## Registros

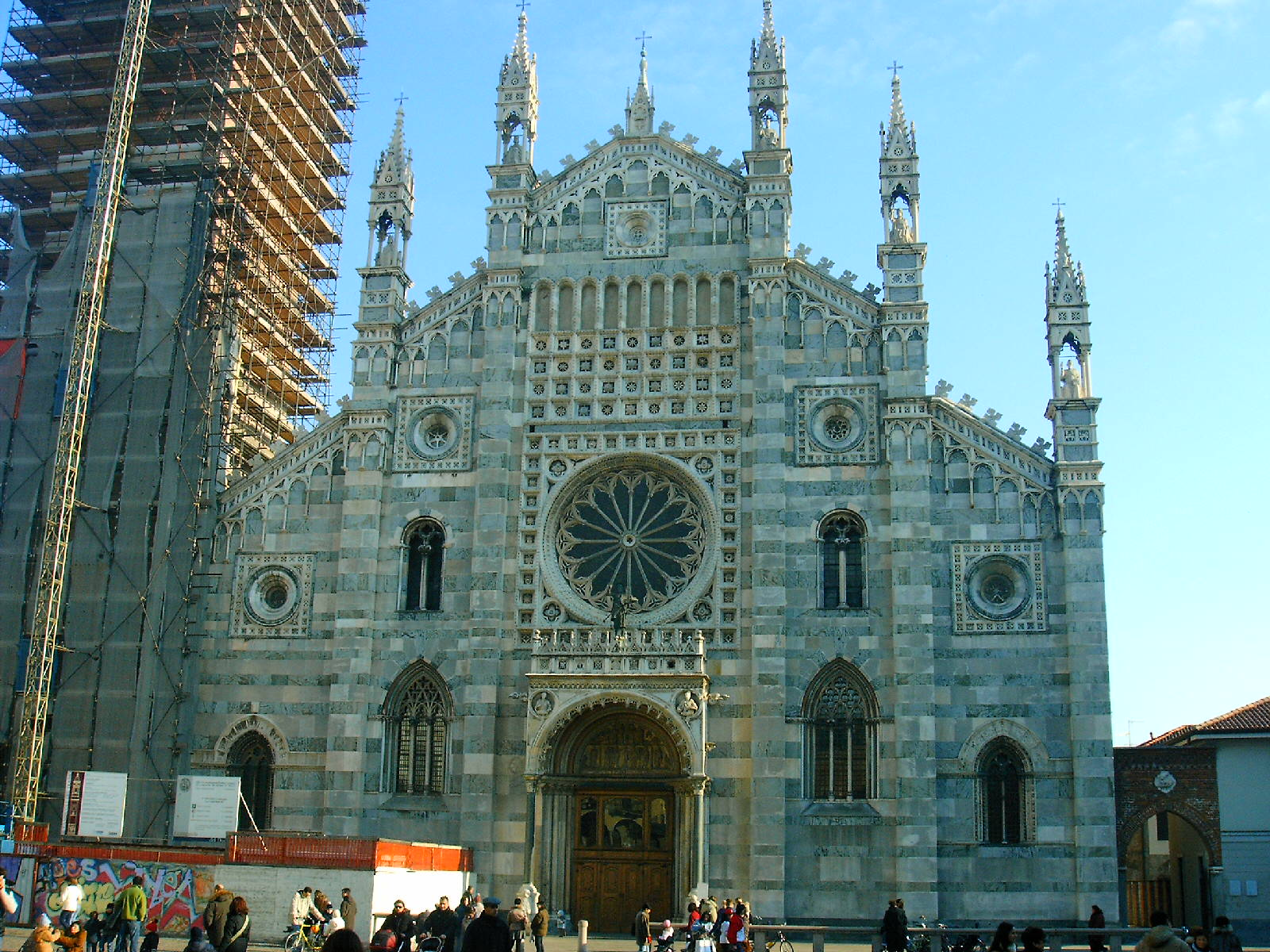
A Catedral de Monza, que guarda a Coroa

- Ao receber a coroa, Napoleão Bonaparte declarou: "Recebi-a de Deus. Que ninguém ouse tocá-la."[1]
- Com a luta pela Unificação da Itália a coroa, levada pelos austríacos de Monza para Viena, foi devolvida com a derrota de Francisco José, em 1866. Da Catedral de Monza, onde está guardada, saiu apenas para os funerais dos reis italianos Vitorio Emanuel II e Humberto I.[1]